# دوراویرین
دوراویرین (انگلیسی: Doravirine) (با نام تجاری Pifeltro) یک داروی مهارکننده ترانس کریپتاز معکوس غیر نوکلئوزیدی است که برای استفاده در درمان HIV/AIDS تولید شده‌است.
دوراویرین در اوت ۲۰۱۸ برای استفاده پزشکی در ایالات متحده تایید شد.